# Ngamalacinus
Ngamalacinus és un gènere extint de marsupials carnívors. És un dels membres més primitius de la família Thylacinidae, a més de ser un dels més petits. Se n'han trobat restes fòssils a Riversleigh (Austràlia). L'espècie N. timmulvaneyi fou anomenada en honor de Tim Mulvaney, que donà suport a la recerca duta a terme a Riversleigh durant molt de temps.